# Anita Garvin
Anita Garvin, född 11 februari 1907  i New York i New York, död 7 juli 1994 i Woodland Hills, Los Angeles i Kalifornien, var en amerikansk skådespelare och komiker. Garvin är mest känd för sitt samarbete med komikerna Helan och Halvan och Charley Chase. Hon gjorde också en filmserie om tre filmer med Marion Byron, där den kortväxta Byron, även kallad "Peanuts", bildade duo med den klart längre Garvin, som "kvinnliga Helan och Halvan" åren 1928–1929.

## Filmografi i urval
- The Sleuth (1925)
- Why Girls Love Sailors (1927)
- With Love and Hisses (1927)
- Hatten av för så'na! (1927)
- Här skall fajtas (1927)
- Feed 'em and Weep (1928)
- Going Ga-Ga (1929)
- A Pair of Tights (1929)
- Festprissar (1930)
- Klubbmiddag (1931)
- Glada tyrolare (1938)
- Skandal i Oxford (1940)[1][2]